# Diocèse de Rouyn-Noranda

Emplacement du diocèse.

Le diocèse de Rouyn-Noranda est un diocèse de l'Église catholique au Canada situé dans la province de Québec. Il est suffragant de l'archidiocèse de Gatineau. Son territoire fait partie de la région et de l'Abitibi-Témiscamingue, et son siège est la cathédrale Saint-Joseph de Rouyn-Noranda. Depuis janvier 2020, son évêque est Guy Boulanger. Ayant été érigé canoniquement par le pape Paul VI le 29 novembre 1973, il s'agit du plus jeune diocèse de l'Église catholique au Québec.

## Description
Le diocèse de Rouyn-Noranda, dont le nom en latin est Dioecesis Ruynensis-Norandensis, est l'une des 21 juridictions catholiques du Québec au Canada. Il s'agit d'un diocèse suffragant de l'archidiocèse de Gatineau,. Son siège épiscopal est la cathédrale Saint-Joseph de Rouyn-Noranda,. Il est de rite romain, c'est-à-dire le rite liturgique majoritaire de l'Église catholique,. Depuis janvier 2020, son évêque est Guy Boulanger,,,.
Le territoire du diocèse de Rouyn-Noranda couvre une superficie de 24 352 km2 dans la région de l'Abitibi-Témiscamingue dans l'Ouest du Québec,,. Il est contigu au diocèse de Timmins à l'ouest, au diocèse de Hearst–Moosonee au nord-ouest, au diocèse d'Amos au nord, au diocèse de Mont-Laurier au sud-est ainsi qu'au diocèse de Pembroke au sud. En 2021, il est divisé en 32 paroisses réparties en trois zones pastorales, respectivement centrées autour de Malartic, de Rouyn-Noranda et de Témiscamingue,. Un agent de pastorale est élu pour chaque zone et sert de lien avec l'évêque.
En 2021, le diocèse de Rouyn-Noranda dessert une population de 57 105 catholiques avec 19 prêtres.
La commission scolaire de l'Immaculée-Conception était auparavant sous l'autorité du diocèse, mais elle a été remplacée par une commission scolaire non confessionnelle dans les années 1990.
Les ordres religieux suivants ont été présents dans le diocèse de Rouyn-Noranda au cours de son histoire :
- Clercs de Saint-Viateur
- Frères du Sacré-Cœur
- Oblats de Marie-Immaculée
- Servantes de Jésus-Marie
- Sœurs grises de la Croix
- Sœurs de l'Institut Jeanne d'Arc
- Sœurs de Notre-Dame auxiliatrice

Les saints patrons choisis pour le diocèse de Rouyn-Noranda sont saint Joseph, fêté le 19 mars, et saint Michael, fêté le 29 septembre.

## Histoire
Le diocèse de Rouyn-Noranda a été érigé canoniquement le 29 novembre 1973 par le pape Paul VI,. Ainsi, il s'agit du plus jeune diocèse de l'Église catholique au Québec. Auparavant, son territoire faisait partie du diocèse de Timmins,. Son premier évêque fut Jean-Guy Hamelin qui demeura en poste jusqu'au 30 novembre 2001,,,.

## Évêques
| # | Nom              | Dates                               |
| - | ---------------- | ----------------------------------- |
| 1 | Jean-Guy Hamelin | 29 novembre 1973 - 30 novembre 2001 |
| 2 | Dorylas Moreau   | 29 novembre 2001 - 25 juin 2019     |
| 3 | Guy Boulanger    | Depuis le 31 janvier 2020           |